# Boniface Tumuti
Boniface Tumuti (Kenia, 2 de mayo de 1992) es un atleta keniano, especializado en la prueba de 400 m vallas en la que llegó a ser subcampeón olímpico en 2016.

## Carrera deportiva
En los JJ. OO. de Río 2016 ganó la medalla de plata en los 400 metros vallas, con un tiempo de 47.78 segundos que fue récord de Kenia, siendo superado por el estadounidense Kerron Clement y por delante del turco Yasmani Copello.